# Sint-Johanneskerk (Sankt Goarshausen)
De Johannes de Doperkerk is de aan de Rijn gelegen rooms-katholieke parochiekerk van de Duitse plaats Sankt Goarshausen. De beeldbepalende kerk maakt sinds 2002 deel uit van het UNESCO werelderfgoed Midden-Rijndal.

## Geschiedenis
Het van natuursteen opgetrokken kerkgebouw werd in de jaren 1923-1925 naar de plannen van de architecten Hans (1872–1952) en Christoph Rummel (1881–1961) gebouwd.

## Beschrijving
De kerk betreft een barokachtige zaalbouw met aansluitend een halfrond koor en een westelijke vierkante toren. Ten westen van de kerk sluit de pastorie aan.  
Het noemenswaardige schilderij van de Heilige Drievuldigheid van het hoofdaltaar werd in 1925 door pastoor Sand (1919-1929) uit particulier bezit verworven. Het altaarschilderij wordt toegeschreven aan de school van Lucas Cranach de Oude.
Het orgel werd in 1963 door de orgelbouwer Franz Wagenbach geïnstalleerd.

## Afbeeldingen

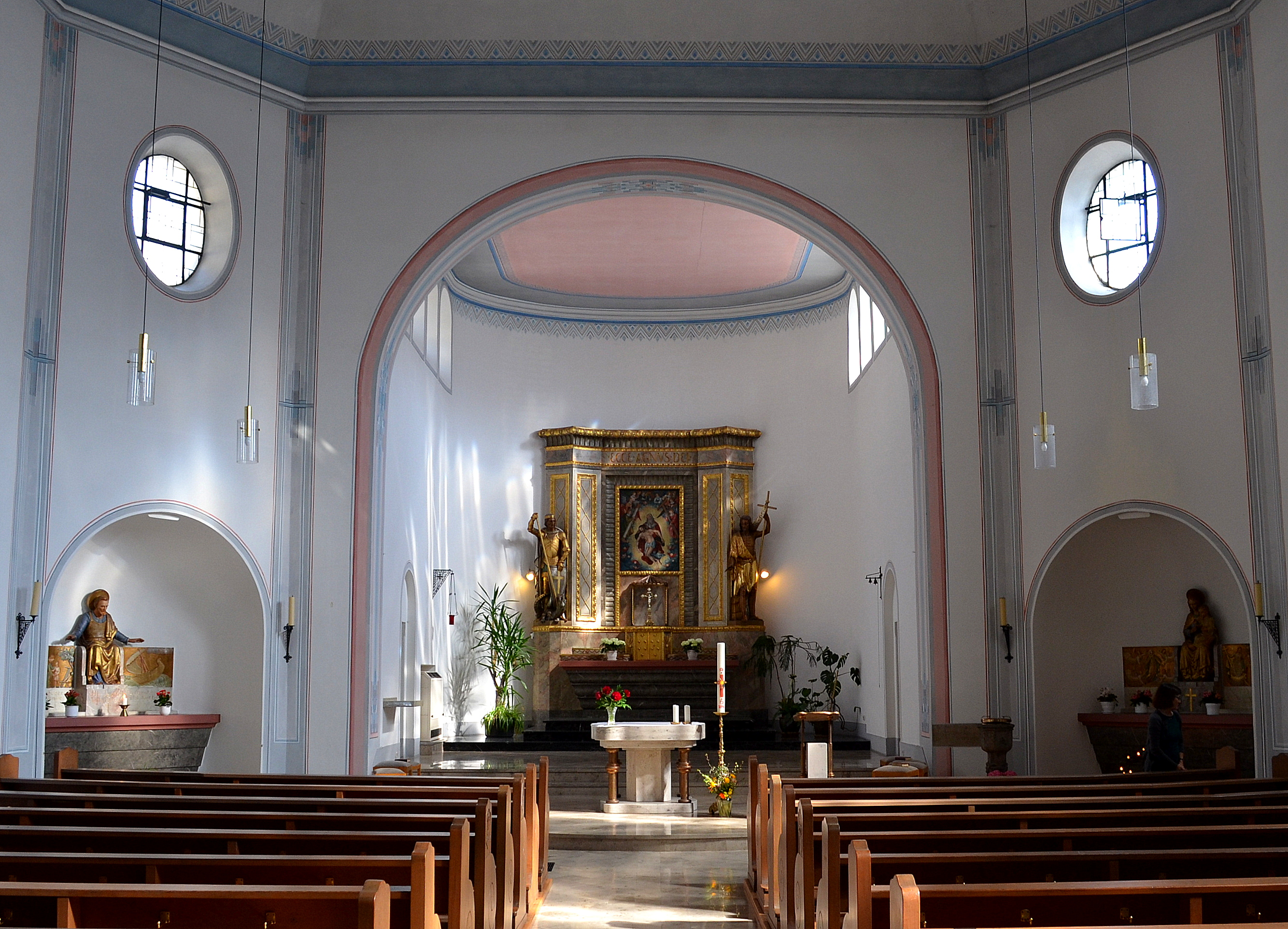
Interieur
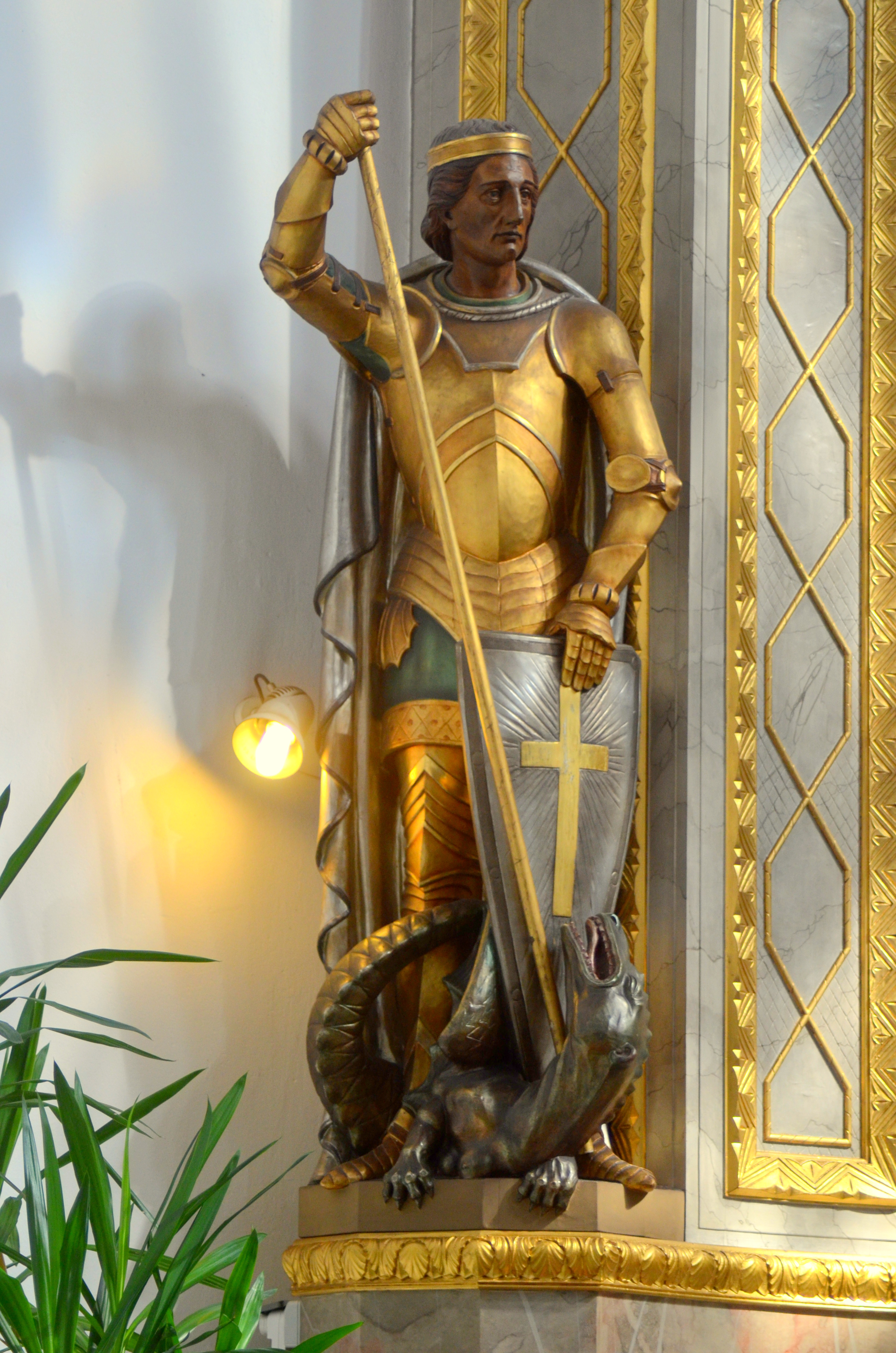
Altaarbeeld
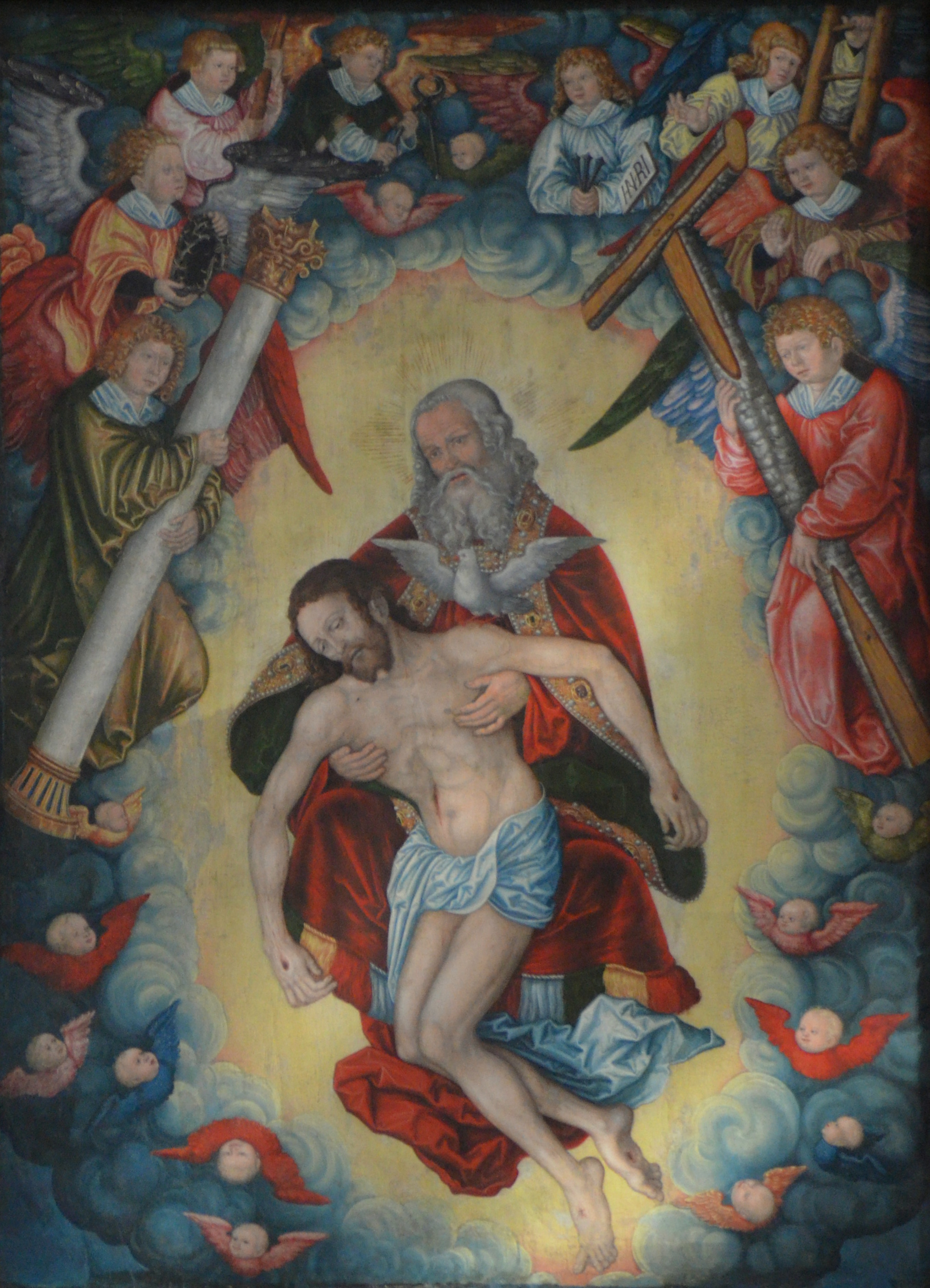
Altaarschilderij
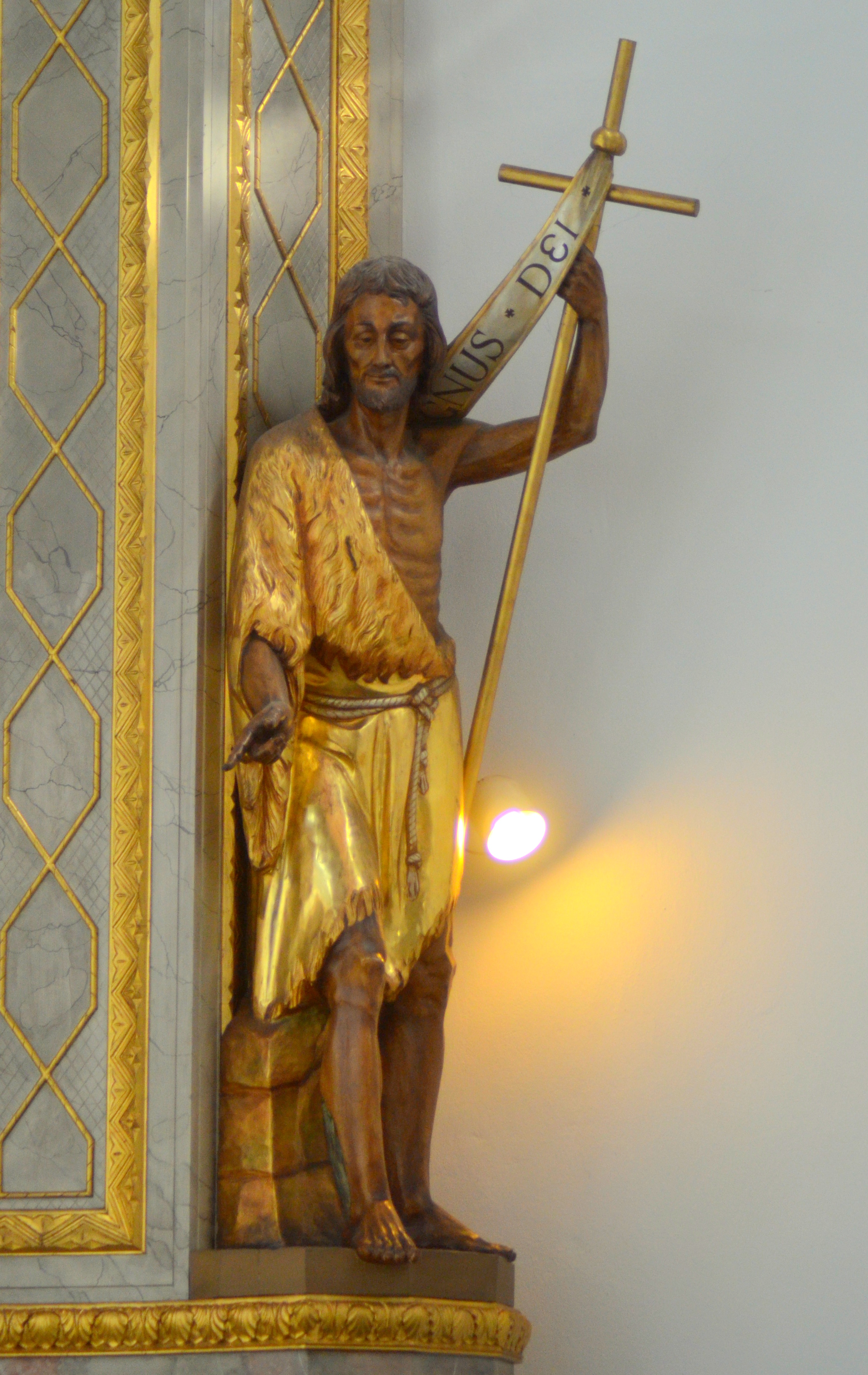
Altaarbeeld
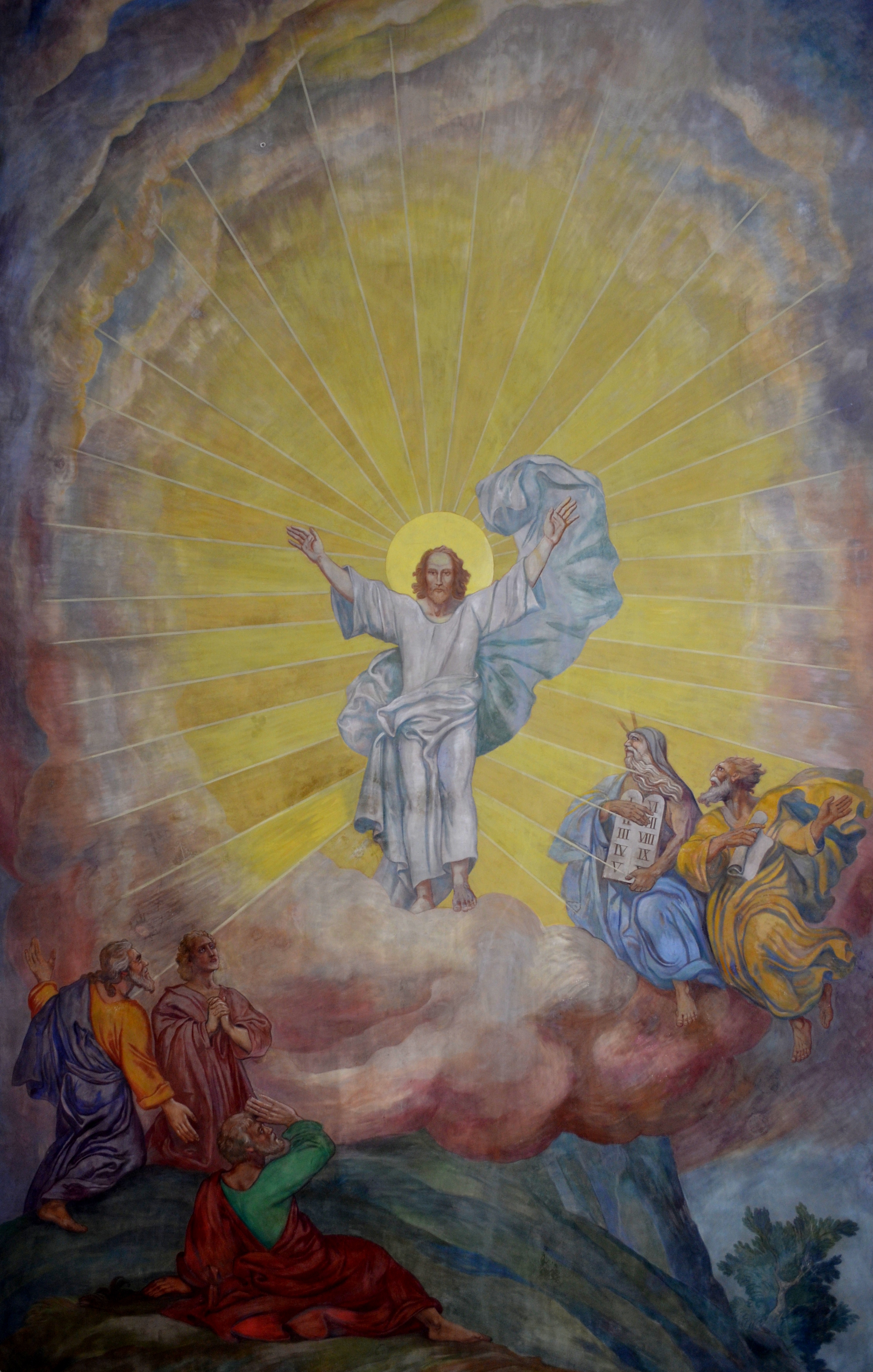
Plafondfresco
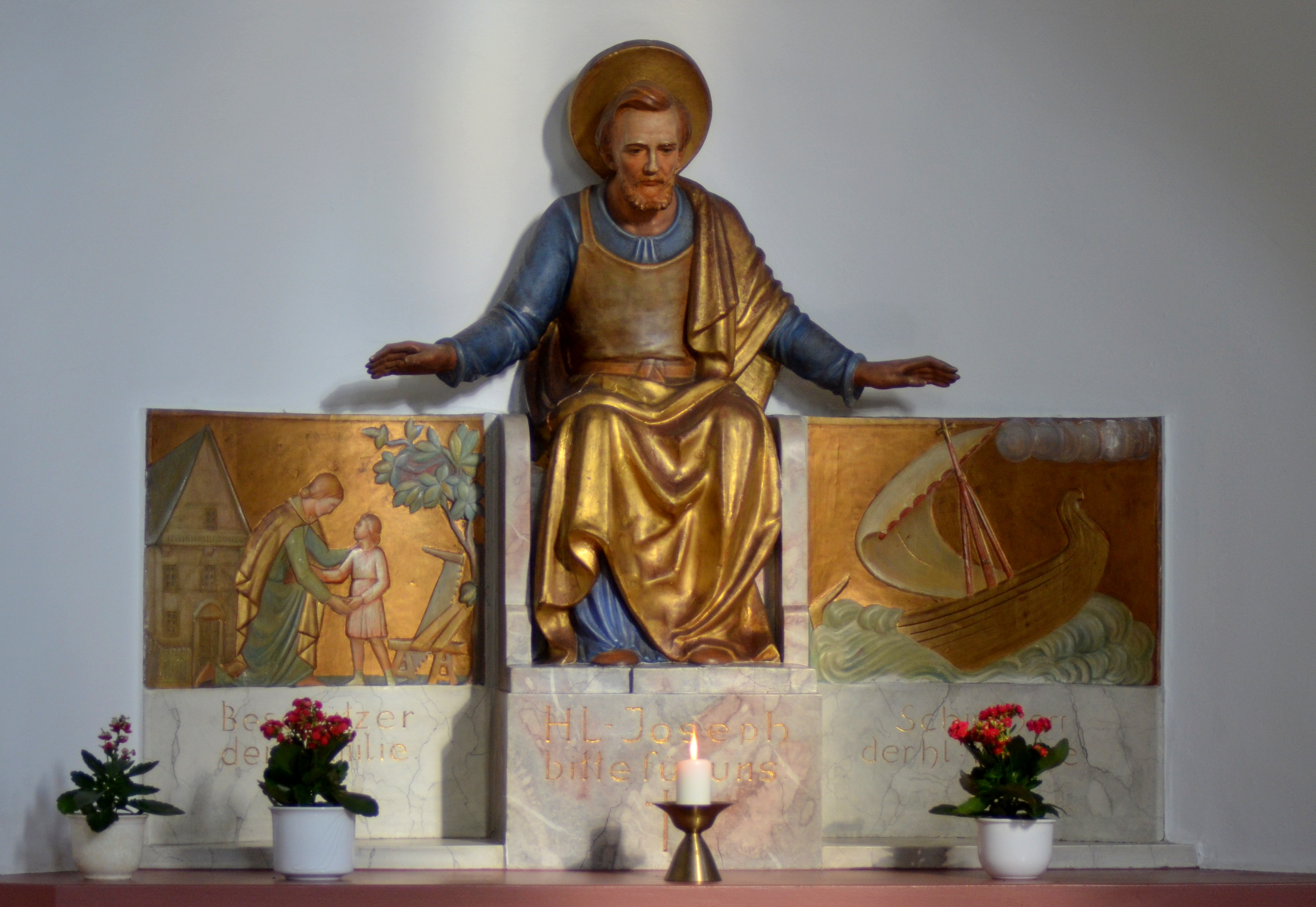
Zijaltaar